# Robert Longo
Robert Longo (Brooklyn, 7 gennaio 1953) è un artista e regista statunitense.

## Biografia
Grazie a una serie di disegni intitolati Men in the Cities diviene uno dei più noti artisti visivi degli anni '80. Negli stessi anni dirige alcuni videoclip per R.E.M., New Order, Megadeth e altri, approdando poi al cinema con la regia del film Johnny Mnemonic. Gli sono state dedicate retrospettive ad Amburgo, Houston, Los Angeles, Chicago, Tokyo, Nizza e Lisbona.

## Vita privata
È stato sposato dal 1994 al 2018 con l'attrice Barbara Sukowa.

## Filmografia parziale
- Arena Brains - mediometraggio (1987)
- This'll Kill Ya, episodio della serie TV I racconti della cripta (Tales from the Crypt) (1992)
- Johnny Mnemonic (1995)